# Токсокароз
Токсокароз (toxocariasis) — гельминтоз из группы нематодозов, характеризующийся лихорадкой, бронхитом, пневмонией, гепатоспленомегалией, эозинофилией. Личиночный токсокароз регистрируется во многих странах мира. У человека встречается личиночная (висцеральная, глазная) и имагинальная (кишечная) формы заболевания.

## Патогенез
Люди заражаются токсокарозом при проглатывании яиц токсокар с пищей и водой, загрязнёнными испражнениями собак, а также при контакте с инвазированными собаками; вышедшие из яиц личинки мигрируют из кишечника через стенку кишки и по кровеносным сосудам попадают в различные органы и ткани, где инкапсулируются и, сохраняя длительное время биологическую активность, вызывают личиночную форму заболевания. Личинки токсокар кошек после миграции вновь попадают в кишечник в половозрелой стадии развития (имаго) и вызывают имагинальную форму заболевания. Самка токсокары за сутки откладывает около 200 000 яиц. Кровью яйца разносятся по органам и тканям носителя.

## Клиника
Чаще болеют дети 1—4 лет. Заболевание протекает с ярко выраженными аллергическими симптомами: зудящими высыпаниями, лихорадкой, гепатоспленомегалией, бронхопневмонией с приступами мучительного кашля и удушья, одутловатостью лица, образованием в различных органах специфических гранулем, содержащих личинки токсокар. Возможны токсокарозный офтальмит с поражением заднего сегмента глаза (хориоретинит), кератит. При глазном токсокарозе возможны необратимые повреждения глаз, включая абсцесс или мигрирующие личинки в стекловидном теле и кератит, вплоть до потери зрения. Длительность болезни от нескольких месяцев до нескольких лет.
Имагинальный токсокароз встречается редко. Клинически проявляется тошнотой, болями в животе, обильной саливацией, понижением аппетита, головокружением.

## Диагностика
Диагноз токсокароза основывается на клинической картине, данных эпидемиологического анамнеза и результатах лабораторных исследований. Проводят серологические реакции с токсокарозным антигеном. В крови стойкая длительная эозинофилия (до 70—90 %) и СОЭ до 50 мм/ч, гиперглобулинемия.
Диагноз имагинального токсокароза ставят при обнаружении яиц токсокар в испражнениях.

## Лечение
Лечение проводят тиабендазолом в суточной дозе 25—50 мг/кг в течение 5—7 дней или мебендазолом в дозе 3—5 мг/кг в течение 5—7 дней. Применяют десенсибилизирующие средства. Прогноз чаще благоприятный.
Для лечения имагинального токсокароза используют пирантел и левамизол. Лечение глазной формы токсокароза альбендазол 15 мг/кг в сутки 20 дней.
Лечение токсокароза разработано недостаточно. Применяют мебендазол (вермокс), медамин. Эти препараты эффективны в отношении мигрирующих личинок и недостаточно эффективны в отношении тканевых форм, находящихся в гранулемах внутренних органов.
Вермокс (мебендазол) назначают по 200—300 мг в сутки в течение 1—4 недель. Побочные реакции обычно не наблюдаются.
Медамин применяют в дозе 10 мг/кг массы тела в сутки повторными циклами по 10—14 дней.
Альбендазол назначают в дозе 10 мг/кг массы тела в сутки в два приема (утро — вечер) в течение 7—14 дней. В процессе лечения токсокароза необходим контроль анализа крови и уровня аминотрансфераз (токсическое действие препарата на печень).
Критерии эффективности лечения: улучшение общего состояния, постепенное уменьшение проявлений токсокароза, снижение уровня эозинофилии и титров специфических антител. Следует отметить, что эффект лечения опережает положительную динамику изменений в крови. При рецидивах клинической симптоматики, стойкой эозинофилии и положительных иммунологических реакциях проводят повторные курсы лечения.

## Профилактика
Профилактика личиночного и имагинального токсокароза включает общесанитарные мероприятия по охране от загрязнения окружающей среды фекалиями собак и кошек, дегельминтизацию их, создание в городах специальных мест для выгула собак и кошек, соблюдение правил личной гигиены, мытьё рук после контакта с этими животными.

## Токсокароз собак и пушных зверей
Клиническое проявление заболевание можно наблюдать у щенков 17–20-дневного возраста. Наиболее частая инвазия констатируется у 1—3-месячных щенков. Патогенез при аскаридозах мясоядных складывается из механического воздействия и интоксикации. Характерными признаками аскаридозов мясоядных является истощение, анемия слизистых оболочек, плохой или извращенный аппетит, поносы, сменяющиеся запорами. Нередко наблюдается рвота, нервные явления в виде эпилептических судорог. Молодые животные отстают в росте, живот у них вздут.